# María de Puiggraciós Badía Flaquer
Blahoslavená María de Puiggraciós Badía Flaquer, řeholním jménem Marie od Ochrany svatého Josefa (28. srpna 1903, Bigas – 13. srpna 1936, Vic) byla španělská římskokatolická řeholnice Řádu karmelitánů a mučednice.

## Život
Narodila se 28. srpna 1903 v Bigas v provincii Barcelona jako poslední z pětí dětí velmi zbožných rodičů. Když poznala sestry karmelitánky, zatoužila vstoupit do kláštera ale rodina jí v tom zabránila. María čekala a nechala v sobě dozrát toto povolání až jednoho časného rána když jí bylo 26 let a odešla z domova aby vstoupila do kláštera. V dopise který poslala své rodině psala Musela jsem to udělat. V noviciátu přijala jméno Marie od Ochrany svatého Josefa a roku 1934 složila své řeholní sliby.
Dne 18. července 1936 dorazily do kláštera revolucionáři a sestry museli odejít z kláštera. Stalo se tak 21. července a sestra María řekla svým spolusestrám Jestli mě umučí nebo zabíjí na tom nezáleží ale pokud se mě budou chtít dotknout, tak nikdy!. O 4 dny později našli úkryt u kanovníků. Dne 13. srpna byly sestry přivedeny k výslechu a sestra María vyzývala své spolusestry k odvaze. Po dvou hodinách výslechu dovolil velitel svým poskokům vzít si sestru Maríu a dělat si sní co chtěli. Spolu s karmelitkami byl přítomen také kněz klaretián farář z Artés. O půlnoci byli převezeni do věznice, kde nahradily faráře devětaosmdesátiletým knězem. Na čtvrtém kilometru na silnici do Sant Hilari, těsne před kostelem Sant Martí Riudeperes milicionáři zastavili a zastřelili dva kněze. Sestra María začala utíkat a milicionáři bylo vyzváni k tomu aby jí chytli. Na tomto útěku byla sestra María postřelena a stojíc o třicet metrů dál vykřikla Můj Bože, jsem mrtvá, odpusť mi! Padla tváří k zemi, ruce zkřížené a svírající krucifix. V jejím těle bylo nalezeno více než třicet kulek. Jeden z vrahů později řekl: S touto ženou jsme překročili hranici. Ach ano, můžeme ji prohlásit za pannu a mučednici!

## Proces blahořečení
Její proces blahořečení byl zahájen roku 1959 v arcidiecézi Barcelona spolu s dalšími šestnácti karmelitánskými spolubratry.
Dne 26. června 2006 uznal papež Benedikt XVI. jejich mučednictví. Blahořečeni byli 28. října 2007.